# Монтефорте Чиленто
Монтефорте Чиленто (итал. Monteforte Cilento) је насеље у Италији у округу Салерно, региону Кампанија.
Према процени из 2011. у насељу је живело 512 становника. Насеље се налази на надморској висини од 584 м.

## Становништво
| 1931. | 1936. | 1951. | 1961. | 1971. | 1981. | 1991. | 2001. | 2011. |
| ----- | ----- | ----- | ----- | ----- | ----- | ----- | ----- | ----- |
| 931   | 988   | 1.079 | 891   | 816   | 684   | 694   | 625   | 565   |